# Vor (filme)
Vor é um filme de drama russo de 1997 dirigido e escrito por Pavel Chukhrai. Foi indicado ao Oscar de melhor filme estrangeiro na edição de 1998, representando a Rússia.

## Elenco
- Vladimir Mashkov - Tolyan
- Yekaterina Rednikova - Katya
- Misha Philipchuk - Sanya
- Amaliya Mordvinova - esposa do médico
- Lidiya Savchenko - Baba Tanya
- Yuliya Artamonova - esposa do engenheiro
- Yury Belyayev - Sanya (48 anos)
- Dmitri Chigaryov - Sanya (12 anos)